# 岩撫安彦
岩撫 安彦 (いわなで やすひこ、1953年-) は日本の楽器製作者、著述家、企業経営者。

## 略歴
1953年、東京生まれ。1973年、青山学院大学在学中に「ブーメラン」のギタリストとして黒住憲五、丹波博幸らと共にデビュー、シングルを2枚発表するが翌年グループは解散。その後楽器店勤務を経た後、1979年に自身のギター・ブランド「Guitarix (ギタリックス)」を興す。ヴィンテージ期のフェンダー社製ギターを強く意識した製品が主であった。同時にヴィンテージ・ギターおよびアンプの輸入販売・修理にも携わり、それらについての記事をギター雑誌等に執筆。
Guitarix製ギターを楽器ショウへ出展する為の渡米中にヘッドハントされ、1980年代後半にフェンダー・ミュージカル・インストゥルメンツ社に入社。その知識と技術を認められ、入社直後からフェンダー・カスタム・ショップでマスター・ビルダーを務めた。この時期製作のギターは日本国外では「"Yas" Iwanade」作として知られている。1993年に退社し日本に帰国。
その後、楽器メーカーのコンサルタントや代理店のアドバイザー業務に携わり、1994年開始の山野楽器によるフェンダー・カスタム・ショップの日本限定企画、「Fender Retrospective Grear」(1998年より「Fender Master Grade」と呼び名が変わる)を監修した。2002年には再び自身のギター・ブランド「Tone Arts」を興した。このブランドは短命に終わったが、これもフェンダー社のスタイルを踏襲したギターが主であった。また、1994年から2000年代初頭にかけてはリットーミュージック社刊『ギター・マガジン』に「Guitar Talk」というコラムを連載した。同時期に上梓した『The Beauty of the 'Burst』はギブソン・レスポールのギター・グラフとして、また、楽器の構造およびPAFピックアップの経年変化を解説した書籍の嚆矢として評価が高い。
2003年に米国ギブソン社に入社、国際営業部長を務める。2007年、ギブソン・ギター・コーポレーション・ジャパン設立と共に社長に就任した。

## 著書
- 『History of Electric Guitars - エレクトリック・ギターの歴史を温＜たず＞ねて』 (1985年、プレイヤー・コーポレーション) 「海外編」編集・執筆

以下はリットーミュージック刊。
- 『フェンダー・ストラトキャスター』 (1987年) 監修・執筆
  - 『ザ・フェンダー1 ストラトキャスター』 (1992年) 新装版として再刊
  - 『フェンダー・ストラトキャスター 新装増補版』 (2004年) 再・再刊 ISBN 4845611244
- 『ザ・フェンダー2 テレキャスター & アザー・ギターズ』 (1993年) 監修・執筆
- 『ザ・ビューティ・オブ・ザ・バースト』 (1996年)
  - 1998年英語版刊行 "The Beauty of the 'Burst: Gibson Sunburst Les Pauls from '58 to '60" ISBN 0793573742
  - 2012年再刊 ISBN 4845621118
- 『ザ・ギャラクシー・オブ・ストラト』 (1998年)
  - 英語タイトル "The Galaxy of Strats: Custom Color, Blonde and Sunburst Stratocasters 1954-1971"
  - 2014年再刊 ISBN 4845624354